# Jan Hrnčíř
Jan Hrnčíř (* 1. května 1977 Ivančice) je český ekonom, VŠ pedagog a politik, od října 2017 poslanec Poslanecké sněmovny PČR, v letech 2016 až 2021 zastupitel Jihomoravského kraje, od roku 2018 zastupitel města Blanska, člen SPD.

## Život
Absolvoval obor management mezinárodního podnikání na Fakultě ekonomie a podnikání soukromé Panevropské vysoké školy v Bratislavě, kterou založil Ján Čarnogurský s ruskými podnikateli Alexandrem Somovem a Vasilijem Lipitskym. (získal titul Ing.) a obor etika na soukromé Vysoké škole ISM Slovakia v Prešově (získal titul PhDr.).[zdroj⁠?!] S touto vysokou školou v minulosti spolupracoval i Hrnčířův Institut terciárního vzdělávání, jehož je jednatelem. Od roku 2014 řídí a vlastní Institut terciárního vzdělávání poskytující profesní vzdělávání v kurzech MBA, LL.M. a DBA. Podle serveru SeznamZprávy, Hrnčíř využíval kličky v českých zákonech a obchodoval s tituly zmíněné prešovské školy akreditované na Slovensku. Hrnčíř tato nepodložená tvrzení označil za sprostou lež a pomluvu. Institut uvádí stejnou adresu jako poslanecká kancelář Jana Hrnčíře, Sladkovského 2438/2a, 678 01 Blansko. [zdroj?]
Hrnčíř se pokoušel přeprodávat bakalářské a magisterské tituly udělované další soukromou vysokou školou — Collegium Humanum z Polska. Poté co v sídle školy zasahovala polská protikorupční policie a její rektor byl zadržen pro obchodování s falešnými diplomy, Hrnčíř údaje ze svého webu smazal. S Collegium Humanum už ukončila spolupráci jiná soukromá česká škola Newton University. Podle mluvčí MŠ nemá nástroje, jak kontrolovat, zda standardy dvou polských poboček odpovídají zdejším vysokým školám a pokud Collegium Humanum neztratí svou polskou akreditaci, neexistují zákonné důvody pro odebrání státního souhlasu.
Jan Hrnčíř žije ve městě Blansko. Má dvě dcery (Natálie a Sofie), mezi jeho záliby patří hra na kytaru a lyžování.

## Politické působení
V komunálních volbách v roce 2010 kandidoval jako člen TOP 09 do Zastupitelstva města Blanska, ale neuspěl. Nepodařilo se mu to ani ve volbách v roce 2014 jako nestraníkovi za hnutí Úsvit na kandidátce subjektu "ZMĚNA PRO BLANSKO" (byl lídrem této kandidátky). Uspěl však ve volbách v roce 2018 jako člen hnutí SPD (opět byl lídrem kandidátky). V komunálních volbách v roce 2022 kandidoval do zastupitelstva Blanska jako lídr kandidátky subjektu „SPD a nezávislí pro Blansko“. Mandát zastupitele města se mu podařilo obhájit.
Ve volbách do Evropského parlamentu v roce 2014 kandidoval jako nestraník za hnutí Úsvit, ale neuspěl. V krajských volbách v roce 2016 byl zvolen už jako člen SPD z pozice lídra kandidátky subjektu "Koalice Svoboda a přímá demokracie — Tomio Okamura (SPD) a Strana Práv Občanů" zastupitelem Jihomoravského kraje. Působí jako člen Výboru finančního a člen Výboru sociálně-zdravotního.
Ve volbách do Poslanecké sněmovny PČR v roce 2013 kandidoval jako nestraník za hnutí Úsvit v Jihomoravském kraji, ale neuspěl. Ve volbách do Poslanecké sněmovny PČR v roce 2017 byl lídrem hnutí SPD v Jihomoravském kraji a z této pozice byl zvolen poslancem.
Ve volbách do Evropského parlamentu v květnu 2019 kandidoval na 2. místě kandidátky hnutí SPD, ale nebyl zvolen. V krajských volbách v roce 2020 byl lídrem kandidátky hnutí SPD v Jihomoravském kraji a post krajského zastupitele obhájil. Nicméně v prosinci 2021 na post krajského zastupitele rezignoval.
Ve volbách do Poslanecké sněmovny PČR v roce 2021 byl lídrem hnutí SPD v Jihomoravském kraji. Získal 2 284 preferenčních hlasů, a stal se tak znovu poslancem.
Ve volbách do Poslanecké sněmovny Parlamentu ČR v roce 2025 je z pozice člena hnutí SPD lídrem společné kandidátky SPD, Trikolory, Svobodných a PRO v Pardubickém kraji.